# بخش ویلیامزفیلد (شهرستان اشتابولا، اوهایو)
بخش ویلیامزفیلد (به انگلیسی: Williamsfield Township) یک منطقهٔ مسکونی در ایالات متحده آمریکا است که در شهرستان آشتابولا، اوهایو واقع شده‌است.
 بخش ویلیامزفیلد ۶۶٫۲ کیلومتر مربع مساحت و ۱٬۶۴۵ نفر جمعیت دارد و ۳۴۹ متر بالاتر از سطح دریا واقع شده‌است.